# 히라쓰카 라이초
히라쓰카 라이초(일본어: 平塚 らいてう, 1886년 2월 10일 ~ 1971년 5월 24일)는 일본의 사상가, 평론가, 작가, 여성주의자이며 쇼와 시대의 여성 운동 지도자이다. 본명은 히라쓰카 하루(平塚明).

## 같이 보기
- 여성주의
- 엘렌 케이